# El somni del cavaller
El somni del cavaller (en italià Sogno del cavaliere) és una pintura de l'època primerenca de l'artista del renaixentista italià Raffaello Sanzio. És una pintura a l'oli sobre taula, amb unes dimensions de 17.1 centímetres d'alçada i 17.1 cm d'amplada. Va ser acabat entre 1504-1505, i es conserva en la National Gallery de Londres de Londres, Regne Unit.
L'obra representa el tema del somni de Escipió, la història explicada per Ciceró sobre la joventut d'Escipió l'Africà (236 - 184 AC), segons la qual Minerva i Venus se li van aparèixer en un somni. La primera li va oferir una espasa i un llibre; la segona, una branca florida. En un estudi sobre cartró, conservat també en la National Gallery, "la dama de l'esquerra sembla encara més adusta; la de la dreta, més atrevidament descoberta". El cavaller apareix dormit als peus d'un llorer entre les dues figures femenines, elements interpretats respectivament com la glòria, la virtut i l'amor.
La font més probable de Raffaello és un passatge de la Punica, un poema èpic del poeta llatí Sili Itàlic que narra la Segona Guerra Púnica.
El quadre formava un díptic amb Les tres Gràcies, un oli sobre fusta de les mateixes dimensions. Es desconeixen més dades sobre la relació entre ambdues obres. Van pertànyer a la col·lecció de pintures Borghese fins a 1800, quan van ser venudes per separat.